# Sítios arqueológicos do Peru
Sítios arqueológicos do Peru são numerosos e diversos, representando diferentes aspectos, incluindo templos e fortalezas das várias culturas do antigo Peru , como a Moche e a Nazca. Os locais variam em importância de pequenos locais aos locais que pertencem ao património mundial da UNESCO por sua importância global. Sua natureza e complexidade variam de locais com estruturas simples tais como piramides até cidades inteiras, tais como Chan Chan ou Machu Picchu . A preservação e investigação destes locais são controladas principalmente pelo Instituto Nacional de Cultura (INC). A falta de financiamento para proteger os Sítios arqueológicos e fazer cumprir as leis existentes, resulta em pilhagem em larga escala e comércio ilegal de artefatos.

## Sítios
A seguir uma lista alfabética dos sítios arqueológicos no Peru, relacionando os principais sítios arqueológicos de importância turística, como publicado pelo Ministério do Comércio Exterior e Turismo .
| Sítio                       | Imagem | Região                     | Cultura                       | Período                         |
| --------------------------- | ------ | -------------------------- | ----------------------------- | ------------------------------- |
| Acaray                      |        | Lima                       | Caral                         | 900–200 a.C., 1000–1470 d.C.    |
| Aldas                       |        | Ancash                     | Sechin                        | 2200-300 a.C.                   |
| Aspero                      |        | Lima                       | Caral                         | 3000–1800 a.C.                  |
| Bandurria                   |        | Lima                       | Caral                         | 3000–1800 a.C.                  |
| Batán Grande                |        | Lambayeque                 | Lambayeque                    | 701–1100                        |
| Brujo                       |        | La Libertad                | Moche                         | 100–750 d.C.                    |
| Buena Vista                 |        | Lima                       | Tradição Religiosa Kotosh     | 1000 a.C.-200 d.C.              |
| Cahuachi                    |        | Ica                        | Nazca                         | 400 a.C. - 300 d.C.             |
| Cantamarca                  |        | Lima                       | Canta                         | 1100 – 1450                     |
| Centinela                   |        | Ica                        | Chincha                       | 900 – 1450                      |
| Carajía                     | `      | Amazonas                   | Chachapoya                    | 1000 – 1470                     |
| Caral                       |        | Lima                       | Caral                         | 3000 – 1800 a.C.                |
| Chan Chan                   |        | La Libertad                | Chimú                         | 850 – 1470                      |
| Chankillo                   |        | Ancash                     | Sechin                        | 300 a.C.                        |
| Chavin de Huantar           |        | Ancash                     | Chavín                        | 1500 a.C. e 300 a.C.            |
| Chinchero                   |        | Cusco                      | Ayarmaca Inca                 | 9999                            |
| Choquequirao                |        | Cusco                      | Inca                          | 1536 - 1572                     |
| Colo Colo                   |        | Puno                       | Lupaca                        | 9999                            |
| Coricancha                  |        | Cusco                      | Inca                          | 9999                            |
| Cumbe Mayo                  |        | Cajamarca                  | Inca                          | 1500 a.C.                       |
| Galgada                     |        | La Libertad                | Tradição Religiosa Kotosh     | 1000 a.C.                       |
| Garagay                     |        | Lima                       | Chavín                        | 1200 a.C.                       |
| Gran Pajáten                |        | La Libertad                | Chachapoya                    | 200 a.C.                        |
| Gran Saposoa                |        | San Martín                 | Chachapoya                    | 800 - 1479                      |
| Gran Vilaya                 |        | Amazonas                   | Chachapoya                    | 1100-1350 d.C.                  |
| Guitarrero                  |        | Ancash                     | grupos de caçadores-coletores | 11000–5700 a.C.                 |
| Huaca de la Luna            |        | La Libertad                | Moche                         | 50-650 d.C.                     |
| Huaca del Sol               |        | La Libertad                | Moche                         | 50-650 d.C.                     |
| Huaricanga                  |        | Lima                       | Caral                         | 3500-1800 a.C.                  |
| Huaycán de Pariachi         |        | Lima                       | Ichma Inca                    | 900 - 1450 1450 - 1532          |
| Huchuy Qosqo                |        | Cusco                      | Inca                          | 1420-1530 d.C.                  |
| Inka Uyu                    |        | Puno                       | Inca                          | 1533                            |
| Inka Huasi (Ayacucho)       |        | Ayacucho                   | Inca                          | 1438 e 1532                     |
| Inka Huasi (Huancavelica)   |        | Huancavelica               | Inca                          | fundada em 1440                 |
| Inti Punku                  |        | Cusco                      | Inca                          | fundada em 1470                 |
| Inti Watana                 |        | Ayacucho                   | Inca                          | fundada entre 1400 e 1500       |
| Jisk'a Iru Muqu             |        | Puno                       | Kolla                         | 3000–1400 a.C.                  |
| Kanamarca                   |        | Cusco                      | K'ana                         | 5.000 a.C.                      |
| Kuelap                      |        | Amazonas                   | Chachapoya                    | 1000 – 1400                     |
| Kuntur Wasi                 |        | Cajamarca                  | Chavín                        | 1000 – 700 a.C.                 |
| Llaqtapata                  |        | Cusco                      | Inca                          | 9999                            |
| Machu Pikchu                |        | Cusco                      | Inca                          | 9999                            |
| Marayniyuq                  |        | Ayacucho                   | Huarpa Huari                  | 200 a.C.-600 d.C. 600 - 900     |
| Ñusta Hispana               |        | Cusco                      | Inca                          | 9999                            |
| Ollantaytambo               |        | Cusco                      | Inca                          | 1450–1532                       |
| Pachakamaq                  |        | Lima                       | Huari Ichma Lima Inca         | 200–1450                        |
| Pañamarka                   |        | Ancash                     | Moche                         | 600-700                         |
| Paraíso                     |        | Lima (Vale do rio Chillon) | Kotosh                        | entre 3790 e 3065 anos atrás    |
| Paramonga                   |        | Lima                       | Chimú Inca                    | 1470 - 1532                     |
| Patallaqta                  |        | Cusco                      | Inca                          | 1450 - 1536                     |
| Pikillaqta                  |        | Cusco                      | Huari                         | 500 – 1200                      |
| Piquimachay                 |        | Ayacucho                   |                               | 12000 a.C.                      |
| Pinkuylluna                 |        | Cusco                      |                               | 9999                            |
| Písac                       |        | Cusco                      | Inca                          | 1440 - 1530                     |
| Pucllana                    |        | Lima Miraflores            | Lima Huari (Wari) Ichma       | 400 – 700 800 – 900 1000 – 1532 |
| Puca Pucara                 |        | Cusco                      | Inca                          | 9999                            |
| Puruchuco                   |        | Lima                       | Ichma Inca                    | 1470–1532                       |
| Puyupatamarca               |        | Cusco                      |                               | 9999                            |
| Qunchamarka                 |        | Cusco                      |                               | 9999                            |
| Quriwayrachina              |        | Cusco                      |                               | 9999                            |
| Q'inqu                      |        | Cusco                      |                               | 9999                            |
| Raqch'i                     |        | Cusco                      | Inca                          | 1450–1532                       |
| Rumicolca                   |        | Cusco                      | Huari (Wari) Inca             | 500 - 800 800 - 1300            |
| Runkuraqay                  |        | Cusco                      |                               | 9999                            |
| Vale Sagrado                |        | Cusco                      | Inca                          | 9999                            |
| Saksaywaman                 |        | Cusco                      | Killke e Inca                 | 900–1532                        |
| Sayhuite                    |        | Apurímac                   | Inca                          | 9999                            |
| Sechín Alto                 |        | Ancash                     | Sechin                        | 2000–1500 a.C.                  |
| Sillustani                  |        | Puno                       | Kolla                         | 1200–1450                       |
| Sipán                       |        | Lambayeque                 | Moche                         | 9999                            |
| Suntur                      |        | Apurímac                   |                               | 9999                            |
| Tambo Colorado              |        | Ica                        | Inca                          | 1470–1532                       |
| Tampu Mach'ay               |        | Cusco                      | Inca                          | 1470–1532                       |
| Tarawasi                    |        | Cusco                      | Inca                          | 9999                            |
| Tarmatampu                  |        | Junín                      | Inca                          | 1470–1532                       |
| Tipón                       |        | Cusco                      | Inca                          | 9999                            |
| Toquepala Caves             |        | Tacna                      |                               | 7650 a.C.                       |
| Toro Muerto                 |        | Arequipa                   | Huari                         | 900–1200                        |
| Tucume                      |        | Lambayeque                 | Lambayeque, Chimú e Inca      | 800–1532                        |
| Tunanmarka                  |        | Junín                      | Huanca                        | 9999                            |
| Huallamarca                 |        | Lima                       | Hualla                        | 500–1450                        |
| Uchkus Inkañan              |        | Huancavelica               | Inca                          | 9999                            |
| Usnu                        |        | Ayacucho                   |                               | 9999                            |
| Vilcabamba (Espiritu Pampa) |        | Cusco                      | Inca                          | 9999                            |
| Vilcashuamán                |        | Ayacucho                   | Inca                          | 1470–1532                       |
| Vitcos                      |        | Cusco                      | Inca                          | 9999                            |
| Wamanmarka                  |        | Cusco                      |                               | 9999                            |
| Wanuku Pampa                |        | Huánuco                    | Inca                          | 1470–1532                       |
| Waqramarka                  |        | Ancash                     |                               | 9999                            |
| Wari                        |        | Ayacucho                   | Huari                         | 500–900                         |
| Wari Willka                 |        | Junín                      | Huanca                        | 9999                            |
| Willkaraqay                 |        | Cusco                      |                               | 9999                            |
| Willkawayin                 |        | Ancash                     |                               | 9999                            |
| Wiraquchapampa              |        | La Libertad                |                               | 9999                            |
| Wiñay Wayna                 |        | Cusco                      | Inca                          | 9999                            |